# Франсоа Жакоб
Франсоа Жакоб (франц. François Jacob, 17. јун 1920 — 19. април 2013) био је француски биолог који је заједно са Жаком Моноом пласирао идеју да се контрола нивоа ензима у свим ћелијама одвија регулацијом транскрипције. Добитник је Нобелове награде за медицину, 1965. године, заједно са Жаком Моноом и Андрe Mишел Лофом.

## Биографија
Жакоб се родио као једино дете Симона, трговца, и Терезе (Франк) Жакоб, у Нансију, Француској. Као радознало дете, у раном детињству научио је да чита. Алберт Франк, Жакобов деда са мајчине стране, генерал са четири звездице, био је Жакобов дечји узор. Са седам година почео је школовање у школи за средње образовање (франц. Lycée Carnot), где се школовао наредних десет година. У аутобиографији износи свој утисак о школовању: „кавез”. Оца је описивао као „конформисту религије”, док су његова мајка и остали битни чланови његове породице били секуларни Јевреји. Недуго након сопствене бар мицве постао је атеиста.
Иако заинтересован (и талентован) за физику и математику, Жакоб је био згрожен идејом да би требало да проведе додатне две године у „још већем драконском режиму” како би се припремио за студије Политехнике. Уместо тога, након посматрања хируршке операције која је утврдила његово интересовање за медицину, уписао је студије медицине.
За време Немачке окупације Француске - и убрзо након смрти његове мајке - Жакоб је напустио Француску и отишао у Велику Британију, како би се придружио ратним снагама. Жакоб се након завршетка друге године студија медицине, придружио медицинској компанији 2. оклопне дивизије Француске 1940. године. Повређен је у немачком ваздушном нападу 1944. године, а 1. августа 1944. се враћа у, сада ослобођени, Париз. За своју ратну службу награђен је највишим одликовањем Француске за храброст, Крстом ослобођења, као и националним орденом Легије части и Ратним крстом .
Након опоравка, Жакоб се враћа на студије медицине и почиње са истраживањима тиротрицина , изучавајући методе бактериологије у том процесу. Завршивши тезу коју је описао као „репликација америчког рада” о ефикасности антибиотика против локалних инфекција, постао је лекар 1947. године. Иако привржен истраживачком раду као каријери, бива обесхрабен сопственим незнањем након што је, тог лета, присуствовао конгресу из области микробиологије. Након свега, заузума место у Кабанел центру, где ради на свом новом истраживању; поменуто истраживање подразумевало је производњу антибиотика, тиротрицина. Касније је центар био задужен за претварање фабрика барута у функцији производње пеницилина (што се касније показало немогућим).
Такође, у овом периоду упознао је и своју будућу супругу Лизи Блок са којом је имао четворо деце. Жакоб се након овог брака поново оженио 1999. године са Женевив Бариер.

## Истраживање
Године 1961, Жакоб и Моно су проучавали идеју о контроли нивоа експресије ензима у ћелијама које су резултат регулације транскрипције ДНК секвенци. Њихови експерименти и идеје дали су подстицај развоју молекуларне биологије развића, посебно регулације транскрипције .
Годинама је било познато да бактеријске и друге ћелије могу да одговоре на спољашње услове регулисањем кључних метаболичких ензима и / или активностима тих ензима. На пример, ако се бактерија нађе у течном медијуму који садржи лактозу, уместо једноставније глукозе, она се мора прилагодити потреби -  1) увоза лактозе, 2) разлагања лактозе на њене компоненте - глукозу и галактозу, и 3) превођења галактозе до глукозе. Било је познато да ћелије повећавају продукцију ензима који ће вршити ове кораке када су изложени лактози, уместо да непрестано производе ове ензиме. Студије контроле активности ензима напредовале су кроз теорије о (алостерном) деловању малих молекула на сам молекул ензима (активација или инактивација), али методе контроле продукције ензима нису биле јасне у то време.
Ранијим одређивањем структуре и есенцијалног значаја ДНК, постало је јасно да се сви протеини производе на неки начин из његовог генетског кода и да би тај корак могао да формира кључну контролну тачку. Јакоб и Моно су дошли до кључних експерименталних и теоријских открића која су показала да у случају лактозног система наведеног горе (у бактерији Е. coli) постоје специфични протеини који су задужени за контролу транскрипције ДНК у његов производ (РНК, који се заузврат декодира у протеин).
Овај репресор (lac репресор) се производи у свим ћелијама, везујући се директно за ДНК у генима које он контролише, и физички спречава приступ транскрипционог апарата ДНК молекулу. У присуству лактозе, неки део лактозе се претвара у алолактозу, која се везује за репресор и тиме онемогућава везивање за ДНК, што за последицу има укидање репресије. На овај начин је конструирана снажна повратна спрега која омогућава да се производе специфични протеини, који користе лактозу, само када су потребни.
Жакоб и Моно су тај репресивни модел проширили на све гене у свим организмима у њиховој почетној бројности. Регулација активности гена постаје једна од важних под-дисциплина молекуларне биологије, чиме се уочавају варијације у механизмима и нивоима сложености. Садашњи научници изучавају регулаторне механизме на свим могућим нивоима процеса који изражавају генетичке информације. У релативно једноставном геному пекарског квасца (Saccharomyces cerevisiae), 405, oд 6419, протеин-кодирајућих гена директно је укључено у контролу транскрипције, у поређењу са 1938 који су ензими.

## Признања и награде
- Гранд Прикс Чарлс-Леополд Мајер из 1962. године од стране Француске академије науке
- 1965. Нобелова награда за физиологију или медицину са Андреом Лофом [2] и Жаком Моноом
- 1973. изабран за страног члана Краљевског друштва (ФорМемРС) [4]
- Награда Левиса Томаса 1996. за писање о науци
- 1996 Француска академија место 38